# 新渡戸傳
新渡戸 傳 又は 新渡戸 伝（にとべ つとう）は、江戸時代後期の武士・商人。盛岡藩家老、のちに大参事。材木商として成功し、新渡戸家の家計を助けた。南部利敬の家老・新渡戸丹波（季達）は宗家筋（伝蔵家初代・常綱が弟で、丹波の祖・季紹が兄）にあたる。別名・新渡戸常澄。

## 略歴
寛政5年（1793年）11月7日、新渡戸伝蔵（維民、民司、平六、痴翁）の子として花巻城にて誕生。幼名、縫太。諱は常澄。号は太素。
南部藩の勘定奉行だった文政9年（1826年）、藩の財政を立て直すために、45歳で原野だった三本木原の開墾を始める。明治元年（1868年）に盛岡藩の目付役となる。
明治4年（1871年）9月27日に死去、享年79(満77歳没)。三本木の開拓事業は、子の十次郎、孫の七郎（新渡戸稲造の兄）の時代まで受け継がれたが、明治20年に資金難から行き詰まり、第一国立銀行盛岡支店八戸出張所が融資したが、これも焦げ付き、同行の頭取・渋沢栄一が回収不能となった不良債権を個人で代弁し、その担保物件であった原野を引き受け、渋沢農場を開いた。
大正4年（1915年）、従五位を追贈された。

## 系譜
- 父：新渡戸伝蔵
- 子
  - 次男：新渡戸十次郎（1820年 - 1868年） - 南部利剛の城使や用人を務めた。
  - 四男：太田時敏 - 練八郎、太田金五郎の養子
  - 女子：わか
- 孫
  - 新渡戸七郎（1843年生） ‐ 新渡戸十次郎の嫡子。十次郎が早世したため、七郎が新渡戸伝家本家を継いだ[7]。
  - 新渡戸稲造（1862年 - 1933年） - 新渡戸十次郎の三男
  - 新渡戸稲雄（1883年 - 1915年） - わかの長男

## 評伝・関連書籍
1930年代に、三本木町の新渡戸翁顕彰会が郷土史家・ジャーナリストの川合勇太郎に依頼し、以下の2冊が執筆された。
- 川合勇太郎『太素新渡戸傳翁』（新渡戸翁顕彰会、1936年）
- 川合勇太郎『三本木平開拓小史』（新渡戸翁顕彰会、1936年）